# سلالة حاكمة
السلالة الحاكمة هي سلسلة من الحكام (أو الملوك) من نفس الأسرة، تسمى السلالة الحاكمة -أيضًا- بالعائلة الحاكمة.

## من السلالات الحاكمة الشهيرة
- من إنجلترا: أسرة تيودور (1485-1603)، وسلالة ستيوارت (1603-1714).
- من الصين: سلالة مينغ (1368–1644)، وسلالة تشينغ.
- من كوريا: أسرة وانغ في مملكة غوريو (918~1392)، وأسرة إي في مملكة جوسون وإمبراطورية كوريا (1392~1910).
- من السعودية: عائلة آل سعود-وهم من سلالة سعود بن محمد بن مرخان بن إبراهيم بن موسى المريدي من بني حنيفة من بني وائل
- من السويد: بيت برنادوت
- من النرويج : آل أولدنبورغ
- من الدانمارك : بيت دي لابورد مونبيزات و شليسفيش هولشتاين سوندربورغ غلوكسبورغ
- من المغرب : سلالة العلويين الفيلاليين
- من الأردن : العائلة الهاشمية